# 道格索姆·鲍道
道格索姆·鲍道（1885年7月1日—1922年8月31日），蒙古族，出生于今蒙古国中央省。他在任世俗职务之前是一位喇嘛，后来成为蒙古人民党的创始人之一。自1921年4月16日至1922年1月7日，他担任蒙古临时人民政府总理，后于1922年在权力斗争中被处决。

## 生平

### 早年生涯
1895年，鲍道生于外蒙古满珠习礼活佛沙毕（今蒙古国中央省色楞格县）。他自幼在位于库伦（今乌兰巴托）的蒙古语文学校学习，后成为沙毕纳尔衙门（哲布尊丹巴属下）的官员，此后又成为俄国驻库伦领事馆的翻译学校的蒙古语教师。他精通蒙古语、藏语、满语、汉语，随后成为海山所辦的哈尔滨报纸《蒙古新闻》（Монголын сонин бичиг）驻库伦的代表，并且以笔名Bold或Bo充当报纸《新镜报》及《京都库伦新闻》（Нийслэл Хүрээний сонин бичиг）的记者和编辑。

### 创建蒙古人民党
在俄国领事馆工作期间，鲍道结识了许多俄国人，并且了解了俄国的布尔什维克。1919年，他成立了一个秘密革命组织“领事坡”（Консулын дэнж，意为“领事馆山丘”），后来该组织同苏赫-巴托尔的组织“东库伦”（Züün Hüree）合并，成立了蒙古人民党。“领事坡”的早期核心人物是丹巴·恰格达尔扎布和乔巴山，他们二人都是鲍道的俄语翻译。
1920年，蒙古人民党的代表团赴苏维埃俄国与布尔什维克取得联系，代表团成员有鲍道、苏赫-巴托尔、丹巴·恰格达尔扎布、乔巴山、索林·丹增、丹斯兰比勒格·道格松、达理扎布·洛索勒。

### 总理
自1921年3月起，鲍道成为蒙古临时人民政府的外交部长。自同年4月16日起，鲍道同时兼任临时政府的总理，以取代丹巴·恰格达尔扎布。1921年9月14日，总理兼外交部长鲍道签署并发布了蒙古独立宣言。
鲍道担任总理不久，便和索林·丹增的政治分歧加深，当时索林·丹增被鲍道的一位亲戚取代了党的领袖的地位。其后丹增在鲍道手下担任财政部长，其间丹增多方努力试图使鲍道去职，丹增力图使那些有影响的政治人物相信鲍道是“脾气暴躁和短视的”，而且由于鲍道不是一个严肃的人所以应当被撤换。

### 失势
1921年底，鲍道（在蒙古革命青年联盟的帮助之下）发起了一场令人瞠目结舌的战役，以通过剪掉女人的德勒（蒙古袍中的棉袍和皮袍，属于蒙古国服）的袖口、强迫女人剪短头发等措施而使人民“现代化”。尽管蒙古革命青年联盟是1921年成立的旨在打击反革命活动的组织，蒙古人民党内的鲍道的政敌们如乔巴山、丹增、额勒贝格道尔吉·仁钦诺仍很快抓住这一机会以清除政敌。
丹增在苏联的煽动下指控鲍道与独立运动领袖黑喇嘛以及中国和美国进行反革命活动，企图建立专制政府。鲍道于1922年1月7日被因所谓“健康原因”而免去政府内的全部职务。

### 处决
丹增不想让鲍道在安详的退休生活中度过晚年，而是继续指控鲍道，直到鲍道和其前任总理丹巴·恰格达尔扎布以及其他几位前部长被定罪为破坏政府的反革命敌人。鲍道被监禁，经过俄国特工的审讯，然后于1922年8月31日被执行枪决。
为防止宗教团体（鲍道为喇嘛）出现可能的反对，包括苏赫-巴托尔在内的蒙古人民党的领导们请扎勒堪扎呼图克图索德诺木·达木丁巴扎尔接任政府总理。索德诺木·达木丁巴扎尔并未担任总理很长时间，而是在任职稍微超过15个月之际于1923年6月23日逝世。